# 張娜
張娜（チャン・ナ、Na Zhang、1981年12月4日 - ）は北京市出身の中国人女子プロゴルファー。身長167cm。血液型はAB型。所属：フリーランス。師匠は魏京生。

## 人物
- かつては砲丸投ややり投など投擲種目の選手だったが、19歳でゴルフに転向した。
- 2007年から活躍の舞台を日本に移し、日本女子プロゴルフ協会のツアーに参加するようになった。デビュー戦のダイキンオーキッドレディスゴルフトーナメントでは50位、2戦目では初めての予選落ちを喫した。
- 参戦9戦目のWe Love KOBE サントリーレディスオープンゴルフで初優勝を飾った。これが中国人プロの日本ツアー初制覇となった。
- 2007年には年間4勝を挙げ、賞金ランキングでは、上田桃子、横峯さくら、全美貞、古閑美保に次ぐ5位につけた。

## 主な戦歴
- 2007年　We Love KOBE サントリーレディスオープンゴルフ　優勝
- 2007年　クラシエ　フィランソロピー LPGAプレイヤーズ チャンピオンシップ　優勝
- 2007年　アクサ レディスゴルフトーナメント　優勝
- 2007年　マンシングウェアレディース東海クラシック　優勝